# Oh! (album của Girls' Generation)
Oh! (tạm dịch: Ôi!) là album phòng thu thứ hai của nhóm nhạc nữ Hàn Quốc, Girls' Generation. Album được phát hành vào ngày 28 tháng 1 năm 2010 tại Hàn Quốc. Ca khúc chủ đề của album là Oh!.
Album được phát hành lại vào tháng 3 năm 2010, và Run Devil Run là đĩa đơn thứ hai trích từ album trở thành ca khúc chủ đề của album tái bản.

## Lịch sử
Vào tháng 1 năm 2010, SM Entertainment xác nhận nhóm sẽ trở lại trong tháng 2 với album phòng thu thứ hai, ngày phát hành được dời sang ngày 28 tháng 1.
Sự mong đợi album rất cao, kể cả online và offline, tổng cộng album nhận được 150.000 đơn đặt hàng trước. Chỉ trong ngày đầu tiên, Oh! đã bán ra 30.000 bản. Album được phát hành tại hơn 80 quốc gia, bao gồm Mĩ, Canada, Anh, Pháp, Nhật Bản, Trung Quốc và Ireland từ iTunes vào ngày 8 tháng 2 năm 2010.
Nhóm bắt đầu quảng bá album trên chương trình MBC Music Core vào ngày 30 tháng 1. Nhóm cũng biểu diễn ca khúc Show! Show! Show! như một phần trong sân khấu trở lại đặc biệt của mình trên MBC Music Core và SBS Inkygayo.
Sau khi album được phát hành, các ca khúc trong album đều xếp trong Top 10 của nhiều bảng xếp hạng âm nhạc.
Tháng 4 năm 2010, một ca khúc trong album 영원히 너와 꿈꾸고 싶다 (Forever) được chọn làm nhạc phim cho bộ phim truyền hình Pasta.

### Phát hành album tái bản
Album tái bản được phát hành vào tháng 3 năm 2010, hình tượng dựa trên chủ đề "Dark Girls' Generation". Đĩa đơn mới Run Devil Run được phát hành dưới dạng đĩa đơn kĩ thuật số vào ngày 17 tháng 3 năm 2010. Phiên bản demo của ca khúc ban đầu được ghi âm bởi Ke$ha; tuy nhiên, bản quyền ca khúc đã được bán cho SM Entertainment và sau đó được giao lại cho Girls' Generation. Music Video được phát hành vào ngày 18 tháng 3 năm 2010, cùng với sân khấu trở lại trên chương trình KBS Music Bank.
SM Entertainment sau đó đã tuyên bố rằng Yoona chính là cô gái trên ảnh bìa.

### Lịch sử phát hành
| Phiên bản     | Quốc gia    | Ngày                                                                                | Nhãn hiệu         | Định dạng |
| ------------- | ----------- | ----------------------------------------------------------------------------------- | ----------------- | --------- |
| Oh!           | Hàn Quốc    | 28 tháng 1 năm 2010                                                                 | SM Entertainment  | CD        |
| Oh!           | Nhật Bản    | 2 tháng 2 năm 2010                                                                  | Rhythm Zone       | CD        |
| Oh!           | Hong Kong   | 19 tháng 2 năm 2010                                                                 | Avex Asia         | CD        |
| Oh!           | Thái Lan    | 9 tháng 3 năm 2010                                                                  | GMM Grammy        | CD        |
| Oh!           | Đài Loan    | 12 tháng 3 năm 2010                                                                 | Avex Taiwan       | CD        |
| Oh!           | Philippines | 19 tháng 3 năm 2010                                                                 | Universal Records | CD        |
| Run Devil Run | Hàn Quốc    | 22 tháng 3 năm 2010                                                                 | SM Entertainment  | CD        |
| Run Devil Run | Đài Loan    | 23 tháng 4 năm 2010                                                                 | Avex Taiwan       | CD        |
| Run Devil Run | Philippines | 22 tháng 5 năm 2010 (Phát hành đặc biệt) 29 tháng 5 năm 2010 (Phát hành chính thức) | Universal Records | CD        |

## Danh sách ca khúc
| STT | Nhan đề | Phổ lời                      | Phổ nhạc | Dịch                                       | Thời lượng |
| --- | --- | ---------------------------- | --- | ------------------------------------------ | ---------- |
| 1.  | "Oh!" | Kim Yeong-hoo, Kim Jeong-bae | Kenzie |                                            | 3:07       |
| 2.  | "Show! Show! Show!" | Kim Bumin                    | Hitchhiker |                                            | 3:34       |
| 3.  | "뻔 & Fun (Sweet Talking Baby)"                                                                                          | Song Jaewon                  | Double J Show | Fun & Fun (Sweet Talking Baby)             | 3:31       |
| 4.  | "영원히 너와 꿈꾸고 싶다 (Forever)" (Yeongwon-hi Neowa Kkumkkugo Sipda (Forever))                                        | Kim Jinhwan                  | Kim Jinhwan | I Want to Dream with You Forever (Forever) | 4:40       |
| 5.  | "웃자 (Be Happy)" (Utja (Be Happy))                                                                                      | E-Tribe                      | E-Tribe, J-STA, Gong Hyunsik | Let's Laugh (Be Happy)                     | 3:31       |
| 6.  | "화성인 바이러스 (Boys & Girls)" (feat. Key - Shinee (Hwaseong-in Baireoseu (Boys & Girls)))                             | Hwang Chanhee, Jo Eunhee     | Hwang Chanhee, Park Junho | Martian Virus (Boys & Girls)               | 3:46       |
| 7.  | "카라멜 커피 (Talk to Me)" (Jessica và Tiffany song ca (Kalamel Keopi (Talk to Me)))                                     | Kim Heewon                   | Machan Taylor, Jo Yonghun | Caramel Coffee (Talk to Me)                | 3:28       |
| 8.  | "별별별 (☆★☆)" (Byeol Byeol Byeol (☆★☆))                                                                                 | E-Tribe                      | E-Tribe, Go Myungjae | Star! Star! Star! (☆★☆)                    | 4:41       |
| 9.  | "무조건 해피엔딩 (Stick wit U)" (Mujogeon Haepiending)                                                                   | Lee Jae Myoung               | Lee Jae Myoung | Just Happy Ending (Stick wit U)            | 2:49       |
| 10. | "좋은 일만 생각하기 (Day by Day)" (Taeyeon, Jessica, Tiffany, Seohyun, Sunny (Joh-eun Ilman Saeng-gakhagi (Day by Day))) | Yoo Young-suk                | Yoo Young-suk, MIHO | Thinking Only of Good Things (Day by Day)  | 4:01       |
| 11. | "Gee" (Bonus Track) | E-Tribe                      | E-Tribe |                                            | 3:20       |
| 12. | "소원을 말해봐 (Genie)" (Bonus Track (Sowon-eul Malhaebwa (Genie)))                                                      | Yoo Young-jin                | Harambasic, Nermin/Jenssen, Robin/Svendsen, Ronny/Wik, Anne Judith/ Schjoldan, Fridolin Nordso, Yoo Young-jin (thêm giai điệu), Yoo Han-jin | Tell Me Your Wish (Genie)                  | 3:50       |

| Danh sách ca khúc cho album tái bản | Danh sách ca khúc cho album tái bản                                                    | Danh sách ca khúc cho album tái bản | Danh sách ca khúc cho album tái bản                  | Danh sách ca khúc cho album tái bản            | Danh sách ca khúc cho album tái bản |
| STT                                 | Nhan đề                                                                                | Phổ lời                             | Phổ nhạc                                             | {{{extra_column}}}                             | Thời lượng                          |
| ----------------------------------- | -------------------------------------------------------------------------------------- | ----------------------------------- | ---------------------------------------------------- | ---------------------------------------------- | ----------------------------------- |
| 1.                                  | "Run Devil Run"                                                                        | Hong Ji-yoo                         | Busbee, Alex James, Kalle Engstrom                   |                                                | 3:20                                |
| 2.                                  | "Echo"                                                                                 | Taehoon                             | Troelsen, Thomas/Sigvardt, Mikkel Remee/ Lucas Secon |                                                | 3:30                                |
| 3.                                  | "별별별 (☆★☆) (Acoustic R&B version)" (Byeol Byeol Byeol (☆★☆) (Acoustic R&B version)) | E-Tribe                             | E-Tribe, Go Myungjae                                 | Star! Star! Star! (☆★☆) (Acoustic R&B version) | 4:29                                |

## Giải thưởng
- Golden Disk Awards: Disk Bonsang Award
- Golden Disk Awards: Disk Daesang Award